# Baszir Babadżanzade
Baszir Babadżanzade Darzi (pers. بشیر باباجان‌زاده درزی; ur. 20 sierpnia 1989) – irański zapaśnik w stylu klasycznym. Dwukrotny olimpijczyk. Siódmy w Londynie 2012 w kategorii 120 kg i dziesiąty w Rio de Janeiro 2016 w wadze 130 kg.
Brązowy medalista na mistrzostwach świata w 2011 i igrzyskach azjatyckich w 2014. Najlepszy na mistrzostwach Azji w 2011. Pierwszy w Pucharze Świata w 2014 i 2016; trzeci w 2012, 2013 i 2015; czwarty w 2007; piąty w 2011 i szósty w 2010. Brązowy medalista igrzysk wojskowych w 2015. Złoto na wojskowych mistrzostwach świata w 2013, srebro w 2008. Akademicki mistrz świata w 2012 roku.